# Fairlight (jeu vidéo)
Pour les articles homonymes, voir Fairlight.
Fairlight est un jeu vidéo d'action-aventure développé et édité par Edge Games, sorti en 1985 sur Amstrad CPC, Amstrad PCW, Commodore 64 et ZX Spectrum.
Le jeu est l'une des entrées de l'ouvrage Les 1001 jeux vidéo auxquels il faut avoir joué dans sa vie.